# Bethlen Farkas (főispán)
Bethleni Bethlen Farkas (1560. – Kisbún, 1618. április 13.) az erdélyi udvari lovasság főkapitánya, a fejedelmi tanács tagja, Küküllő vármegye főispánja, szamosújvári főkapitány.

## Élete
Bethlen János (?–1589) és Sükösd Katalin négy gyermekének egyikeként született. Apja pazarló életmódot folytatott, és rossz gazda volt;  Farkas pályafutását anyai nagybátyjai, Bánffy Farkas dobokai főispán (1566–1591), Perneszy István és Kornis Farkas (?–1600) segítették, így került 1576-ban a Báthory Istvánt krakkói koronázására kísérők közé. Bánffy Farkassal együtt a koronázás után is Lengyelországban maradt, és a király közvetlen környezetében szolgált apródként, majd kamarásként. Báthory oldalán a livóniai háborúban is részt vett. 1583-tól Perneszy István ajánlására Forgách Zsigmond mellé került. Báthory 1586-ban bekövetkezett halála után visszatért Erdélybe.
Mivel ekkoriban halt meg apja, a család gazdasági és jogi ügyeit Bethlen Farkasnak kellett intéznie. Feleségül vette a rangban és vagyonban is alatta álló szőkefalvi Sámsondi Annát, és Kisbúnra költözött, ahol kastélyt építtetett. Az 1590-es évek közepén a tizenöt éves háború során részt vett a havasalföldi hadjáratban és a mezőkeresztesi csatában.
1602–1603-ban az Erdély felszabadításáért harcoló Székely Mózes mellé állt, és 1603. júniusban fontos szerepet játszott Kolozsvár behódolásában, ekkor Székely Mózes kinevezte szamosújvári kapitánnyá. A tisztséget nem tudta ténylegesen betölteni, mert július 17-én Brassónál a Giorgio Basta segítségére indult Radu Șerban havasalföldi fejedelem győzelmet aratott Székely Mózes felett, aki életét is vesztette az ütközetben. Bethlen Farkasnak a csata után sikerült elmenekülnie, és több erdélyivel együtt a török fennhatóság alatt álló területre menekült, először Szendrő várába, majd Nándorfehérvárra, illetve Temesvárra.
Amikor 1604-ben az emigránsok Bocskai Istvánt gondolták fejedelemségre juttatni, Bethlen Farkast küldték hozzá követségbe. Bethlen Bocskai mellett maradt az álmosdi csata utánig, ekkor Bocskai őt küldte el Lala Mehmed nagyvezírhez a császári csapatoktól zsákmányolt zászlókkal. 1605. februárban az erdélyi szászokhoz ment követségbe Nagyszebenbe, hogy rábírja őket Bocskai támogatására. 1607-ben ténylegesen is szamosújvári főkapitány lett; ezt a tisztséget 1609-ig töltötte be. Rákóczi Zsigmondtól huszonnégy falut kapott Belső-Szolnok vármegyében, tizennégyet Küküllő vármegyében, illetve egyet-egyet Kolozs vármegyében és Fogarasföldön. 1608-tól küküllői főispán lett; ezt a hivatalt haláláig viselte. 1609-ben elvált első feleségétől, akivel nem született gyermekük, és 1610-ben újra nősült, Kemény Annát, Kemény Boldizsár Fehér megyei főispán lányát, Kemény János későbbi fejedelem féltestvérét vette el. Két gyermekük született, János és Anna.
Bethlen Gábor fejedelemsége alatt, 1614-ben az udvari lovasság főkapitánya, ugyanebben az évben az erdélyi fejedelmi tanács tagja lett. 1617-ben részt vett a Bethlen Gábor által vezetett moldvai hadjáratban, amit a török porta védelmét élvező Radu Mihnea fejedelem támogatására indítottak. 1618-ban kisbúni kastélyában halt meg; családja véleménye szerint megmérgezték. 1642-ben vizsgálat indult a halála ügyében, és azt állapították meg, hogy rövid betegeskedés után saját kisbúni kastélyéban hunyt el, és Keresden helyezték nyugalomra.